# 熊辉虫属
熊辉虫属（学名：Ursactis）是环节动物门的一属。属名来自“大熊座”以及希腊语“辉光”，指其刚毛形状好像光辉以及个体如星辰般大量出现。

## 下属物种
本属包括以下物种：
- 长毛熊辉虫 Ursactis comosa ，种名来自拉丁语“长毛的”，指其有较长的刚毛。[1]熊辉虫生存于寒武纪乌溜期的加拿大，化石出土于伯吉斯页岩（Burgess Shale）。正模标本ROMIP66770.1是一个几乎完整的个体，除此之外它还有许多的标本。